# Verwaltungsgemeinschaft Rain (Niederbayern)
Die Verwaltungsgemeinschaft Rain liegt im niederbayerischen Landkreis Straubing-Bogen und wird von folgenden Gemeinden gebildet:
1. Aholfing, 1897 Einwohner, 21,40 km²
2. Atting, 1714 Einwohner, 14,92 km²
3. Perkam, 1594 Einwohner, 14,23 km²
4. Rain, 2952 Einwohner, 14,29 km²

Sitz der Verwaltungsgemeinschaft ist Rain.